# Le roi est mort, vive le roi!
A Le roi est mort, vive le roi! az Enigma harmadik stúdióalbuma. 1996-ban jelent meg, és listavezető lett Norvégiában, valamint a harmadik helyet érte el az európai slágerlistán. Két kislemez jelent meg róla, a Beyond the Invisible és a T.N.T. for the Brain; egy tervezett harmadik kislemez, a The Roundabout végül nem jelent meg, bár DJ Quicksilver készített hozzá remixet.
Az album modernebb, futurisztikusabb hangzású az előzőeknél. Ötvözi az első két album, a MCMXC a.D. és a második, a The Cross of Changes stílusjegyeit. Michael Cretu, a producer az albumot az első két album „gyermekének” tekinti, mint arra a 19 másodperces Third of its Kind című szám is utal.
1998-ban Grammy-díjra jelölték legjobb new age album kategóriában, a borítódesign tervezője, Johann Zambryski pedig a legjobb design kategóriájában kapott jelölést. Az album 1998. november 2-án újra megjelent, a Trilogy háromlemezes album részeként, az MCMXC a.D. (1990) és a The Cross of Changes (1993) című albumokkal együtt.

## Számlista
| #   | Cím                           | Szerzők                | Hossz |
| --- | ----------------------------- | ---------------------- | ----- |
| 1.  | Le Roi est mort, vive le Roi! | Michael Cretu          | 1:57  |
| 2.  | Morphing Thru Time            | Cretu                  | 5:47  |
| 3.  | Third of Its Kind             | Cretu                  | 0:19  |
| 4.  | Beyond the Invisible          | Cretu, David Fairstein | 5:00  |
| 5.  | Why!…                         | Cretu                  | 4:59  |
| 6.  | Shadows in Silence            | Cretu                  | 4:21  |
| 7.  | The Child in Us               | Cretu                  | 5:05  |
| 8.  | T.N.T. for the Brain          | Cretu                  | 4:26  |
| 9.  | Almost Full Moon              | Cretu                  | 3:25  |
| 10. | The Roundabout                | Cretu                  | 3:38  |
| 11. | Prism of Life                 | Cretu                  | 4:54  |
| 12. | Odyssey of the Mind           | Cretu                  | 1:41  |

A címadó dal egy részletet tartalmaz a 2001: Űrodüsszeia című filmből; ezt az utolsó dalban, az Odyssey of the Mindban visszafelé játsszák le. A T.N.T. for the Brainben részletek hallhatóak a Világok harca musicalváltozatából.

## Kislemezek
- Beyond the Invisible (1996)
- T.N.T. for the Brain (1997)
- The Roundabout (1998; kiadatlan)

## Közreműködők
- Michael Cretu – hangszerek, hangmérnök, producer
- Sandra Cretu – ének
- Peter Cornelius – gitár
- Louisa Stanley – ének
- Volker Sträter – illusztrációk
- Johann Zambryski – művészeti rendezés, design

## Helyezések, minősítések
| Slágerlista        | Legmagasabb helyezés |
| ------------------ | -------------------- |
| Ausztrália         | 10                   |
| Ausztria           | 4                    |
| Belgium (Vallónia) | 30                   |
| Egyesült Államok   | 25                   |
| Egyesült Királyság | 12                   |
| Európa             | 3                    |
| Finnország         | 4                    |
| Franciaország      | 8                    |
| Görögország        | 1                    |
| Hollandia          | 6                    |
| Németország        | 3                    |
| Norvégia           | 1                    |
| Olaszország        | 17                   |
| Svájc              | 4                    |
| Svédország         | 8                    |
| Új-Zéland          | 8                    |

| Régió              | Minősítés    | Elkelt példányszám |
| ------------------ | ------------ | ------------------ |
| Ausztria           | Aranylemez   | 25 000             |
| Egyesült Államok   | Platinalemez | 1 000 000          |
| Egyesült Királyság | Aranylemez   | 100 000            |
| Finnország         | Aranylemez   | 21 236             |
| Franciaország      | Aranylemez   | 100 000            |
| Hollandia          | Platinalemez | 100 000            |
| Hongkong           | Aranylemez   | 10 000             |
| Kanada             | Platinalemez | 100 000            |
| Németország        | Aranylemez   | 250 000            |
| Norvégia           | Platinalemez | 50 000             |
| Svájc              | Aranylemez   | 25 000             |